# Christophe Edaleine
Christophe Edaleine (Annonay, 1 de novembre del 1979) va ser un ciclista professional francès.

## Palmarès
- 2000
  - 1r al Tour de Savoia
- 2003
  - Vencedor de l'etapa 7 del Tour de l'Avenir
- 2006
  - Vencedor de l'etapa 3 del Tour del Mediterrani (CRE)

### Resultats al Tour de França
- 2002. 100è de la classificació general
- 2003. 131è de la classificació general
- 2004. 141è de la classificació general

### Resultats a la Volta a Espanya
- 2005. Abandona (11a etapa)

### Resultats al Giro d'Itàlia
- 2006. 127è de la classificació general